# Theodore Stark Wilkinson (Politiker)
Theodore Stark Wilkinson (* 18. Dezember 1847 im Plaquemines Parish, Louisiana; † 1. Februar 1921 in New Orleans, Louisiana) war ein US-amerikanischer Politiker. Zwischen 1887 und 1891 vertrat er den Bundesstaat Louisiana im US-Repräsentantenhaus.

## Werdegang
Theodore Wilkinson wurde auf der Point-Celeste-Plantage in Louisiana geboren. Er erhielt eine private Ausbildung, besuchte aber auch die öffentlichen Schulen seiner Heimat. Danach studierte er bis 1870 an der Washington and Lee University in Lexington (Virginia). Nach seiner Rückkehr nach Louisiana befasste er sich mit dem Zuckeranbau. Außerdem wurde er im Plaquemines Parish Mitglied des Schulrats. Wilkinson war auch Mitglied und Vorsitzender des dritten Deichbezirks in Louisiana.
Politisch wurde Wilkinson Mitglied der Demokratischen Partei. Bei den Kongresswahlen des Jahres 1886 wurde er im ersten Wahlbezirk von Louisiana in das US-Repräsentantenhaus in Washington, D.C. gewählt, wo er am 4. März 1887 die Nachfolge von Louis St. Martin antrat. Nach einer Wiederwahl im Jahr 1888 konnte er bis zum 3. März 1891 zwei Legislaturperioden im Kongress absolvieren. Für die Wahlen des Jahres 1890 verzichtete Wilkinson auf eine erneute Kandidatur.
Im Jahr 1892 war Wilkinson Vorsitzender einer Versammlung, die sich gegen eine staatliche Lotterie aussprach. Von 1893 bis 1898 leitete er die Zollbehörde im Hafen von New Orleans. Im Jahr 1898 kandidierte er erfolglos für das Amt des Gouverneurs von Louisiana. 1912 war er Delegierter zur Democratic National Convention in Baltimore, auf der Woodrow Wilson als Präsidentschaftskandidat seiner Partei nominiert wurde. Ansonsten arbeitete Wilkinson wieder als Zuckeranbauer. Er starb am 1. Februar 1921 in New Orleans.